# Бойзі-Сіті (Оклахома)
Бойзі-Сіті (англ. Boise City) — місто (англ. city) в США, в окрузі Сімаррон штату Оклахома. Населення — 1166 осіб (2020).

## Географія
Бойзі-Сіті розташоване за координатами 36°43′51″ пн. ш. 102°30′40″ зх. д. / 36.73083° пн. ш. 102.51111° зх. д. (36.730930, -102.511158). За даними Бюро перепису населення США в 2010 році місто мало площу 3,42 км², уся площа — суходіл.

### Клімат
Місто знаходиться у зоні, котра характеризується кліматом тропічних степів. Найтепліший місяць — липень із середньою температурою 25.3 °C (77.5 °F). Найхолодніший місяць — січень, із середньою температурою 1.2 °С (34.1 °F).
| Клімат Бойзі-Сіті       | Клімат Бойзі-Сіті | Клімат Бойзі-Сіті | Клімат Бойзі-Сіті | Клімат Бойзі-Сіті | Клімат Бойзі-Сіті | Клімат Бойзі-Сіті | Клімат Бойзі-Сіті | Клімат Бойзі-Сіті | Клімат Бойзі-Сіті | Клімат Бойзі-Сіті | Клімат Бойзі-Сіті | Клімат Бойзі-Сіті | Клімат Бойзі-Сіті |
| Показник                | Січ.              | Лют.              | Бер.              | Квіт.             | Трав.             | Черв.             | Лип.              | Серп.             | Вер.              | Жовт.             | Лист.             | Груд.             | Рік               |
| Абсолютний максимум, °C | 27,8              | 29,4              | 32,8              | 36,1              | 38,9              | 42,2              | 42,2              | 41,7              | 40,6              | 35,6              | 30,6              | 28,9              | 42,2              |
| Середній максимум, °C   | 9,4               | 11,6              | 15,8              | 21                | 25,7              | 31,2              | 33,7              | 32,4              | 28,4              | 22,4              | 15,2              | 9,8               | 21,4              |
| Середня температура, °C | 1,2               | 3,2               | 6,9               | 12,2              | 17,1              | 22,6              | 25,3              | 24,3              | 20                | 13,6              | 6,7               | 1,9               | 12,9              |
| Середній мінімум, °C    | −7,1              | −5,3              | −2                | 3,3               | 8,6               | 14,1              | 16,9              | 16,1              | 11,6              | 4,8               | −1,9              | −6,1              | 4,4               |
| Абсолютний мінімум, °C  | −31,1             | −26,7             | −24,4             | −14,4             | −6,7              | −0,6              | 3,9               | 2,2               | −3,9              | −12,8             | −21,7             | −27,2             | −31,1             |
| Норма опадів, мм        | 11                | 12                | 24                | 33                | 62                | 62                | 64                | 69                | 41                | 34                | 18                | 14                | 443               |
| Днів з опадами          | 3                 | 3                 | 4                 | 4                 | 7                 | 6                 | 7                 | 6                 | 5                 | 4                 | 3                 | 3                 | 55                |
| Днів зі снігом          | 2,8               | 1,8               | 2,4               | 0,7               | 0                 | 0                 | 0                 | 0                 | 0,1               | 0,3               | 1,2               | 3                 | 12,3              |
| ----------------------- | ----------------- | ----------------- | ----------------- | ----------------- | ----------------- | ----------------- | ----------------- | ----------------- | ----------------- | ----------------- | ----------------- | ----------------- | ----------------- |
| Джерело: Weatherbase    |                   |                   |                   |                   |                   |                   |                   |                   |                   |                   |                   |                   |                   |

## Демографія
Згідно з переписом 2010 року, у місті мешкало 1266 осіб у 546 домогосподарствах у складі 345 родин. Густота населення становила 371 особа/км². Було 754 помешкання (221/км²).
Расовий склад населення:
| - 78,0 % — білих - 0,8 % — корінних американців - 0,2 % — чорних або афроамериканців - 0,2 % — азіатів - 19,5 % — осіб інших рас |

До двох чи більше рас належало 1,4 %. Частка іспаномовних становила 28,3 % від усіх жителів.
За віковим діапазоном населення розподілялося таким чином: 26,3 % — особи молодші 18 років, 51,5 % — особи у віці 18—64 років, 22,2 % — особи у віці 65 років та старші. Медіана віку мешканця становила 43,2 року. На 100 осіб жіночої статі у місті припадало 94,2 чоловіків; на 100 жінок у віці від 18 років та старших — 86,6 чоловіків також старших 18 років.
Середній дохід на одне домашнє господарство становив 59 967 доларів США (медіана — 46 500), а середній дохід на одну сім'ю — 66 075 доларів (медіана — 51 818). Медіана доходів становила 39 500 доларів для чоловіків та 27 604 долари для жінок. За межею бідності перебувало 20,7 % осіб, у тому числі 43,4 % дітей у віці до 18 років та 11,8 % осіб у віці 65 років та старших.
Цивільне працевлаштоване населення становило 534 особи. Основні галузі зайнятості: сільське господарство, лісництво, риболовля — 20,6 %, освіта, охорона здоров'я та соціальна допомога — 19,9 %, роздрібна торгівля — 11,8 %, публічна адміністрація — 10,9 %.

## Персоналії
- Віра Майлз (* 1930) — американська акторка.